# Ѓ
La Ѓ, minuscolo ѓ, chiamata gje, è una lettera dell'alfabeto cirillico. Viene usata solo nella lingua macedone, ed è equivalente alla Ђ serba nelle parole prese in prestito dal serbo. Rappresenta la consonante occlusiva palatale sonora IPA /ɟ/.